# Drosophila cheongi
Drosophila cheongi är en tvåvingeart som beskrevs av Hajimu Takada och Momma 1975. Drosophila cheongi ingår i släktet Drosophila och familjen daggflugor.
Artens utbredningsområde är Malaysia.